# Calyptommatus confusionibus
Espèce
Statut de conservation UICN

 LC  : Préoccupation mineure
Calyptommatus confusionibus est une espèce de sauriens de la famille des Gymnophthalmidae.

## Répartition
Cette espèce est endémique du Piauí du Brésil. Elle a été découverte à Toca da Cabocla dans le parc national de la Serra das Confusões.

## Publication originale
- Rodrigues, Zaher & Curcio, 2001 : A new species of lizard, genus Calyptommatus, from the Caatingas of the state of Piauí, northeastern Brazil (Squamata, Gymnophthalmidae). Papéis Avulsos de Zoologia, vol. 41, no 28, p. 529-546 (texte intégral).